# Büsserach
Büsserach ist eine politische Gemeinde im Bezirk Thierstein des Kantons Solothurn in der Schweiz.

## Geographie
Büsserach liegt auf 420 m ü. M., 4,5 km südöstlich der Stadt Laufen (Luftlinie). Das Haufendorf erstreckt sich im Lüsseltal, beidseits der Lüssel, am südlichen Rand des Laufener Beckens im Jura, im Schwarzbubenland.
Die Fläche des 7,6 km² grossen, in West-Ost-Richtung langgestreckten Gemeindegebiets umfasst einen Abschnitt des nördlichen Juras. Der nordwestliche Gemeindeteil liegt in der Zone des innerjurassischen Laufener Beckens. Die Lüssel, die bei Büsserach in das Becken eintritt, durchquert das Gebiet mit einem bis zu 1 km breiten flachen Talboden von Süden nach Norden. Südlich des Dorfes befindet sich die klusartige Engstelle beim Schloss Thierstein an der Passwangstrasse, wo die Lüssel die Kette von Chienberg (769 m ü. M.) und Lingenberg (760 m ü. M.) durchbricht. Auch der südlich dieses Durchbruchs gelegene Kessel von Schlossgut gehört noch zu Büsserach. Die südliche Grenze verläuft im Chesselgraben, einem rechten Seitental des Lüsseltals. Nach Osten erstreckt sich der Gemeindeboden bis auf den Kamm des Mettenbergs, auf dem mit 813 m ü. M. der höchste Punkt von Büsserach erreicht wird. Von der Gemeindefläche entfielen 2014 12 % auf Siedlungen, 46 % auf Wald und Gehölze, 41 % auf Landwirtschaft und etwas weniger als 1 % auf unproduktives Land.
Zu Büsserach gehören einige Einzelhöfe. Nachbargemeinden von Büsserach sind Breitenbach, Fehren, Meltingen, Erschwil und Grindel im Kanton Solothurn sowie Wahlen im Kanton Basel-Landschaft.

Historisches Luftbild aus 200 m von Walter Mittelholzer von 1925

## Bevölkerung
Mit 2431 Einwohnern (Stand 31. Dezember 2023) gehört Büsserach zu den mittelgrossen Gemeinden des Kantons Solothurn. Von den Bewohnern sind 92,2 % deutschsprachig, 1,9 % sprechen Serbokroatisch und 1,6 % Albanisch (Stand 2000). Die Bevölkerungszahl von Büsserach belief sich 1850 auf 670 Einwohner, 1900 auf 654 Einwohner. Im Verlauf des 20. Jahrhunderts stieg die Bevölkerungszahl kontinuierlich an. Besonders während der 1950er Jahre und seit 1990 (1646 Einwohner) wurden grosse Zuwachsraten verzeichnet. Das Siedlungsgebiet von Büsserach ist heute fast lückenlos mit demjenigen von Breitenbach zusammengewachsen.

## Wirtschaft
Büsserach war bis Mitte des 19. Jahrhunderts ein vorwiegend durch die Landwirtschaft geprägtes Dorf. Bis etwa 1850 war Büsserach ein Zentrum der Leinenweberei. Im Verlauf des 19. Jahrhunderts entwickelte sich das Dorf zu der am stärkten industrialisierten Gemeinde des Schwarzbubenlandes, erst nach 1900 wurde es von Breitenbach abgelöst. Büsserach war Standort einer Gips- und einer Getreidemühle und hatte auch ein Ziegelwerk. Die 1861 gegründete Seidenzwirnerei (in der Roten Fabrik) stellte ihren Betrieb 1932 ein.
Heute haben der Ackerbau, der Obstbau (überwiegend Kirschbäume) im Laufener Becken sowie die Viehzucht und die Milchwirtschaft in den höheren Lagen nur noch einen geringen Stellenwert in der Erwerbsstruktur der Bevölkerung. Zahlreiche weitere Arbeitsplätze sind im Gewerbe und im Dienstleistungssektor vorhanden. Ein grösseres Gewerbe- und Industriegebiet entstand am westlichen Dorfrand links der Lüssel. In Büsserach sind heute Betriebe des Maschinen- und Metallbaus, des Bau- und Transportgewerbes, der Elektrobranche, der Holzverarbeitung, ein Carunternehmen und mechanische Werkstätten vertreten. In den letzten Jahrzehnten hat sich das Dorf auch zu einer Wohngemeinde entwickelt. Neue Wohnquartiere entstanden hauptsächlich an den aussichtsreichen Hängen östlich des Dorfkerns und auf dem Leimgrubenhübel. Viele Erwerbstätige sind deshalb Wegpendler, die hauptsächlich in Laufen und in der Agglomeration Basel arbeiten.

## Verkehr
Die Gemeinde ist verkehrsmässig recht gut erschlossen. Sie liegt an der Hauptstrasse von Zwingen über den Passwang nach Balsthal. Durch einen Postautokurs, welcher die Strecke von Laufen nach Beinwil bedient, ist Büsserach an das Netz des öffentlichen Verkehrs angebunden.

## Geschichte
In der Bättlerchuchi, einer Höhle am Südfuss des Thiersteinfelsens, wurden Spuren menschlichen Lebens aus dem Paläolithikum (Zeit des Magdalénien) entdeckt. Die erste urkundliche Erwähnung des Ortes erfolgte 1194 unter dem Namen Buezherach. Später erschienen die Bezeichnungen Büzracha (1251), Büserach (1295), Busserach (1364), Biesserach (1431) und Büsserach (1538). Der Ortsname geht auf den lateinischen Personennamen Buxurius verbunden mit der keltischen Namensendung -akos/-acum zurück und bedeutet somit Gut des Buxurius.
Seit dem Mittelalter war Büsserach im Einflussbereich des Klosters Beinwil, welches den Kirchensatz sowie reichen Grundbesitz im Dorf hatte. Die weltliche Herrschaft wurde von den Grafen von Thierstein ausgeübt, doch gingen 1295 auch die Vogteirechte an das Kloster über. Nach der Schlacht bei St. Jakob an der Birs wurde Büsserach 1445 von österreichischen Truppen unter Peter von Mörsberg heimgesucht. Nachdem das Geschlecht der Thiersteiner erloschen war, gelangte Büsserach 1522 an Solothurn und wurde der Vogtei Thierstein zugeordnet. Der solothurnische Landvogt hatte seinen Sitz auf der Burg Neu-Thierstein auf dem Berggrat südlich des Dorfes. Während des Dreissigjährigen Krieges wurde die Ortschaft von schwedischen Truppen in Mitleidenschaft gezogen.
Nach dem Zusammenbruch des Ancien Régime (1798) war Büsserach während der Helvetik vorübergehend Hauptort eines gleichnamigen Distrikts, danach gehörte es zum Distrikt Dornach und ab 1803 zum Bezirk Thierstein. Im Lauf des 19. Jahrhunderts entwickelte sich Büsserach zu einem politischen Zentrum und wurde Versammlungsort der Opposition. Die relativ frühe Industrialisierung im Vergleich zu den umliegenden Gemeinden machte Büsserach ab etwa 1850 zum Zentrum des solothurnischen Laufentals. Erst nach 1900 musste es diese Stellung an Breitenbach abgeben.

## Sehenswürdigkeiten
Die Kirche Sankt Petrus geht wahrscheinlich auf ein frühmittelalterliches Gotteshaus zurück. 1759 wurde eine neue Kirche errichtet, die jedoch 1951 abgerissen und durch einen 1953 eingeweihten Neubau ersetzt wurde. Der bereits 1464 erbaute Kirchturm blieb hingegen erhalten, wurde mehrfach restauriert und dient seit 1995 als Museum. Die barocke Sankt Anna-Kapelle westlich des Dorfes wurde 1684 erbaut und enthält eine bemalte Holzdecke.
Auf der Felskrete westlich des Lingenbergs, über der Engstelle des Lüsseltals, thront die Burg Neu-Thierstein, die um 1100 gegründet wurde. Im Jahr 1997 stürzte die gesamte Südwestwand der Burg ein. Nach dem Wiederaufbau und einer umfassenden Restauration wurde die Burg 2001 wieder eröffnet.

## Bilder

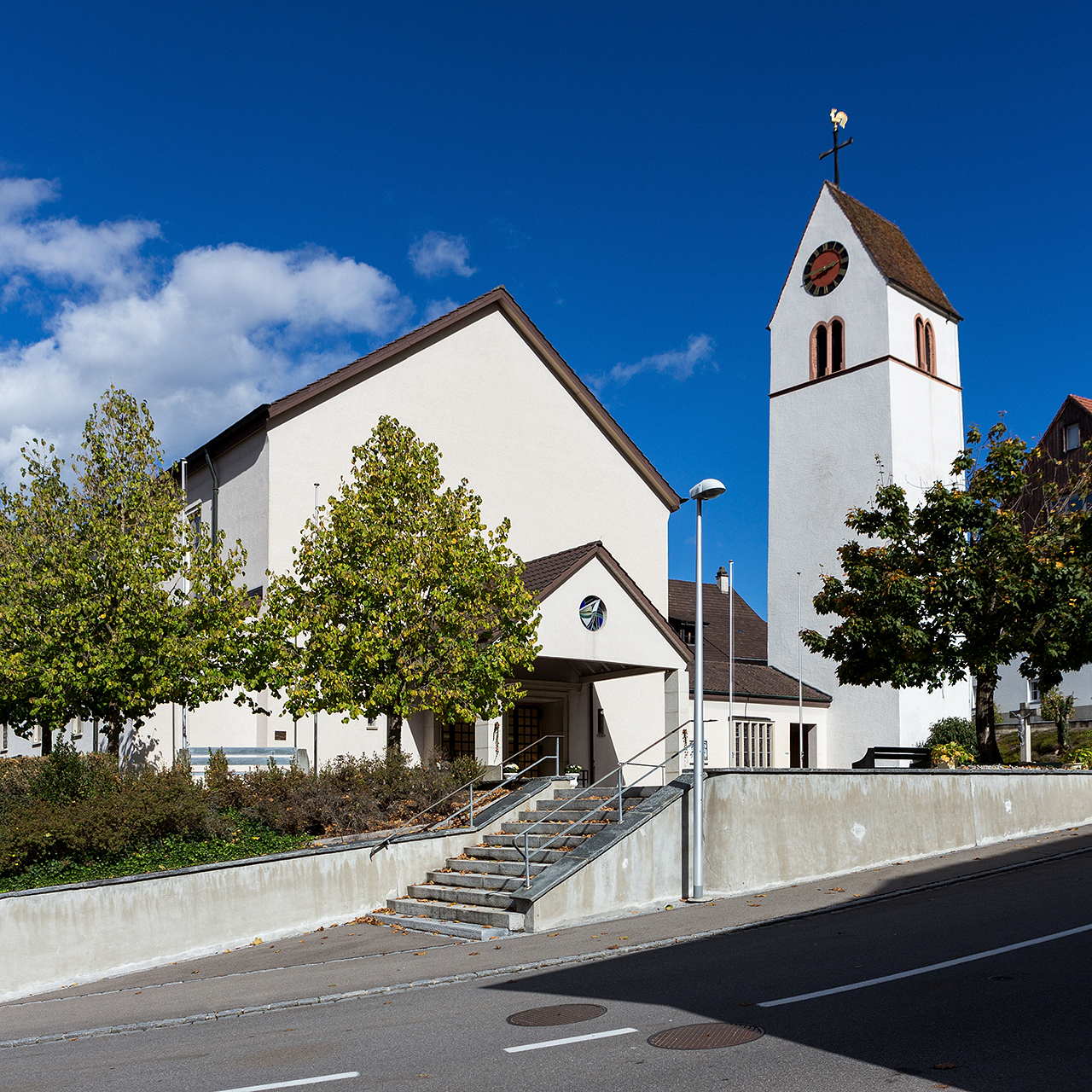
Kirche St. Peter
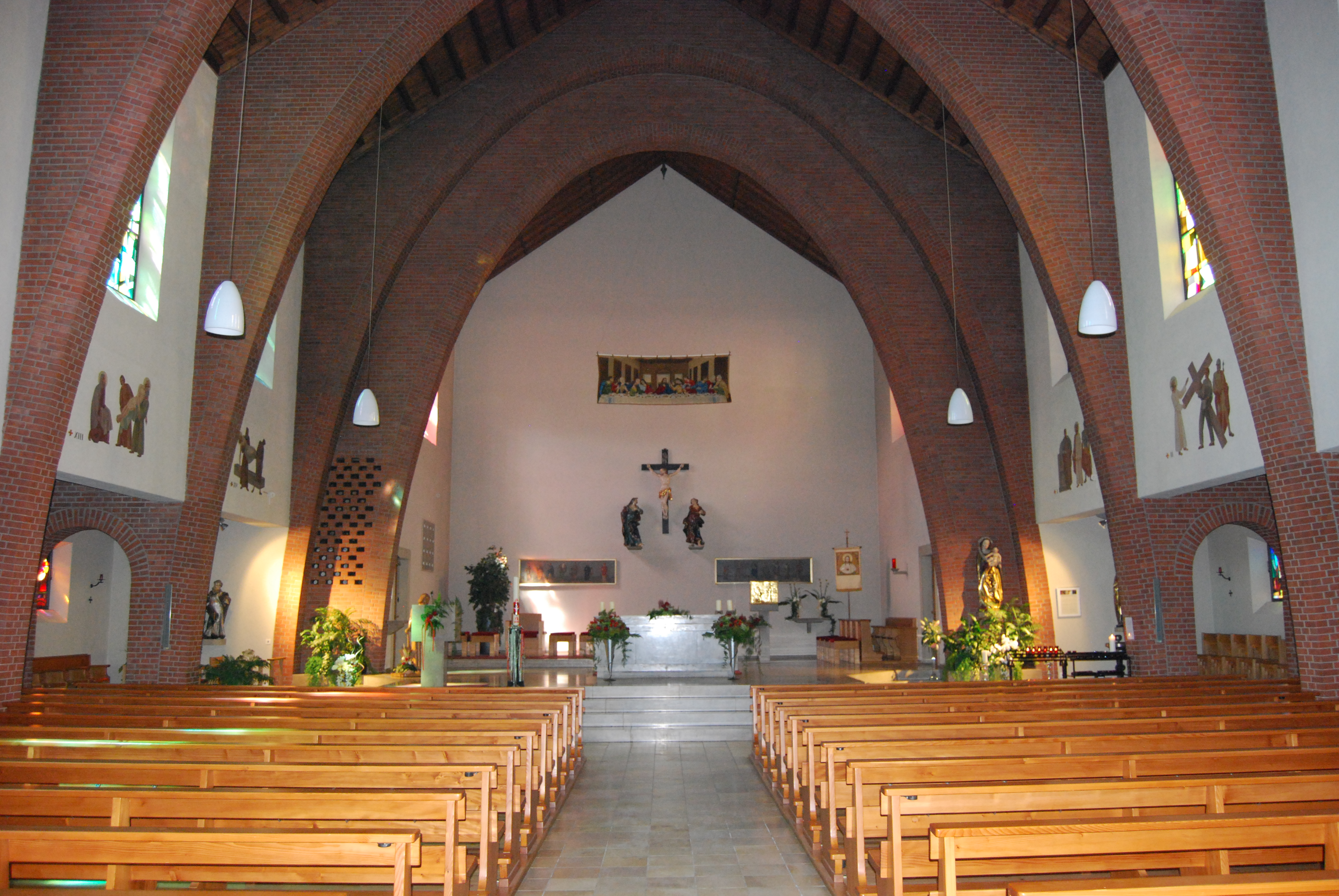
Innenansicht der Kirche
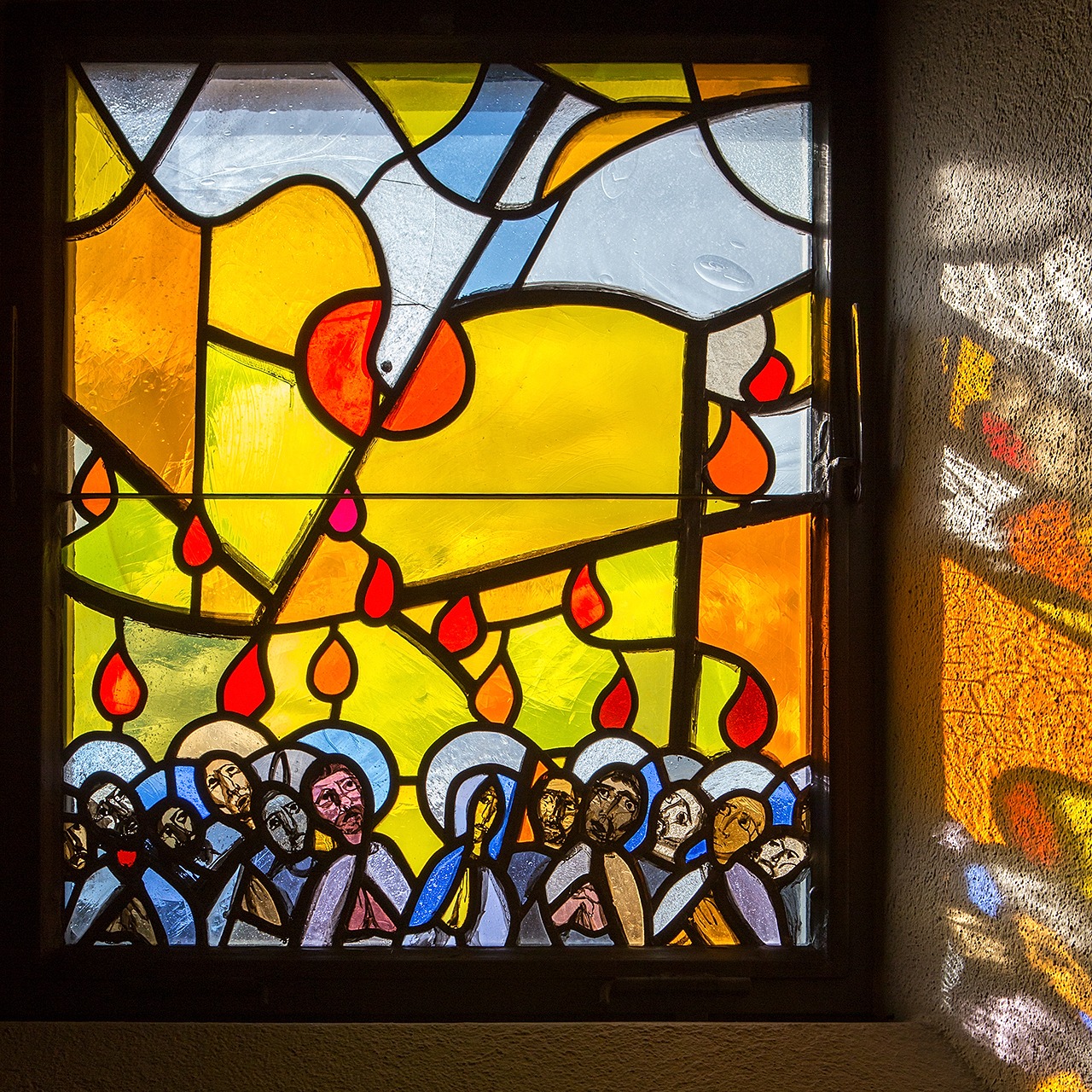
Kirchenfenster von Hans Stocker
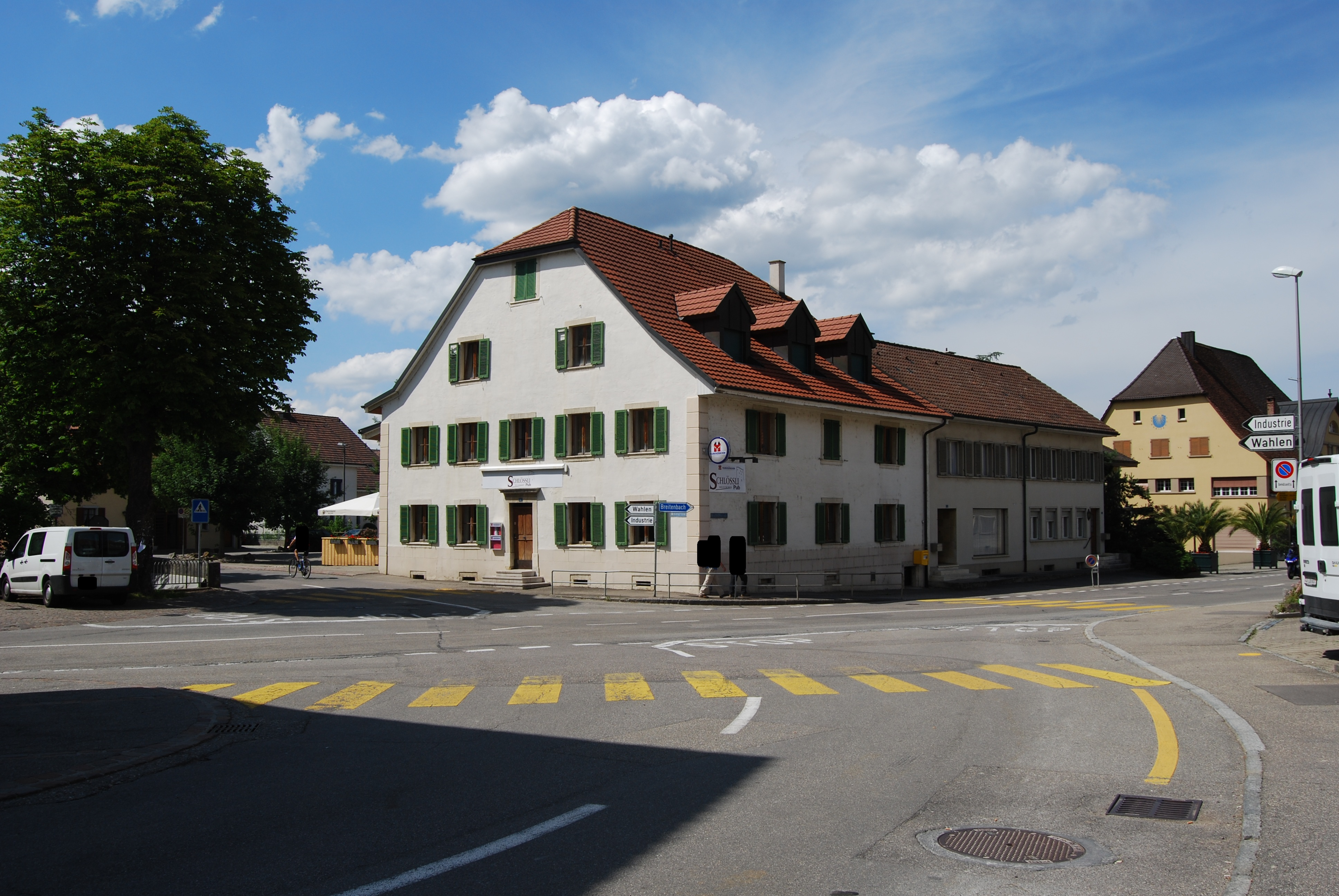
Hauptstrasse
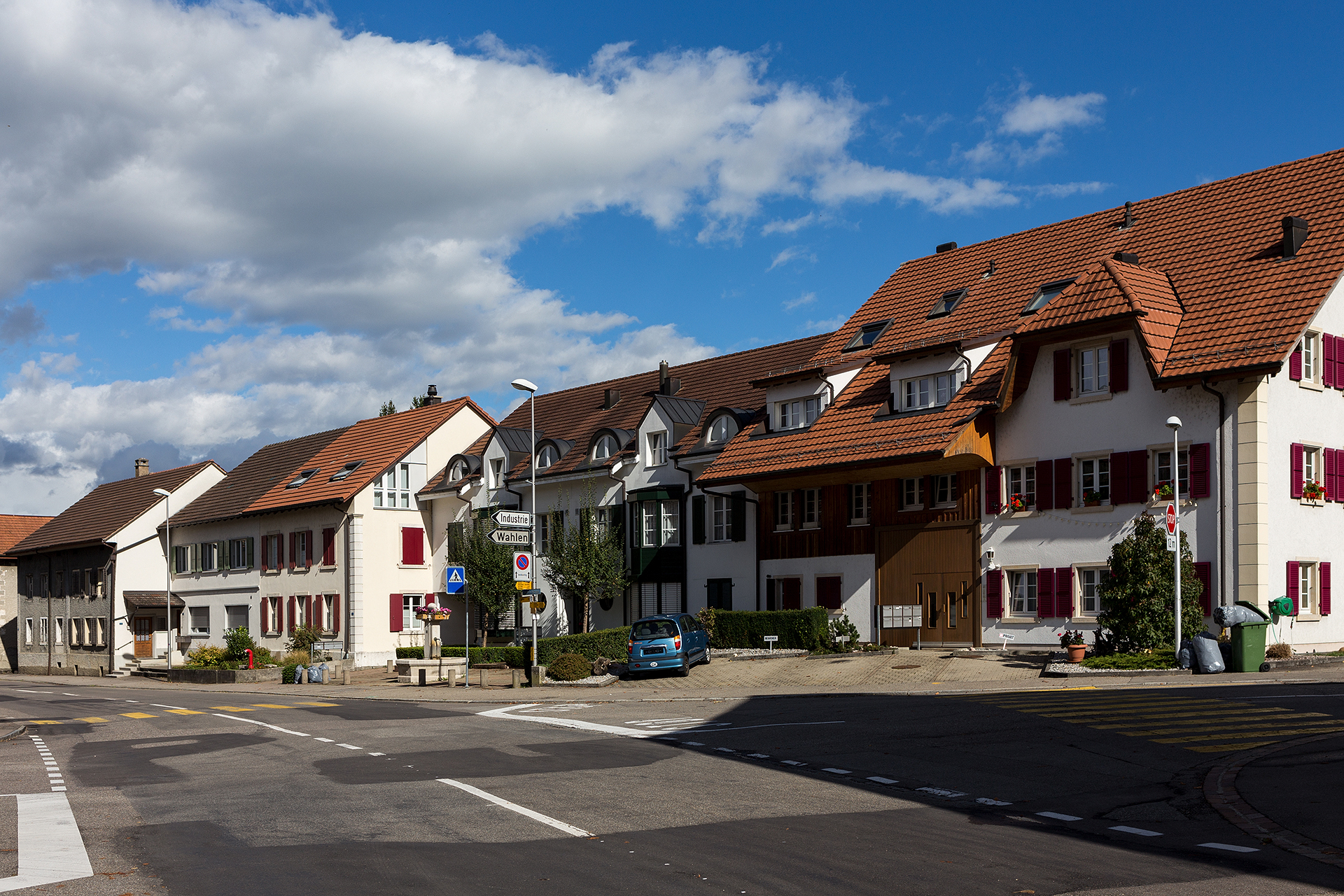
Zentrum
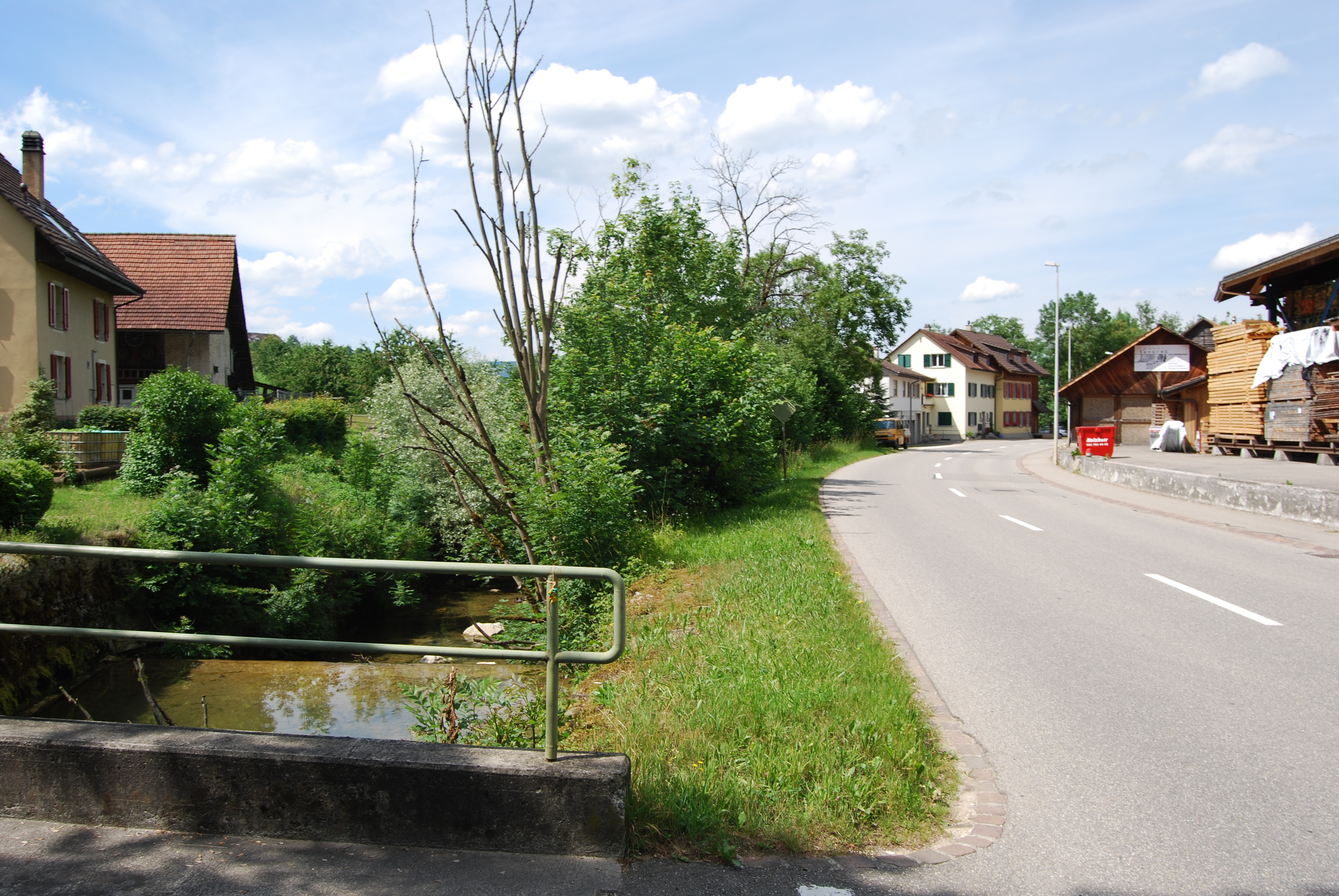
Lüssel
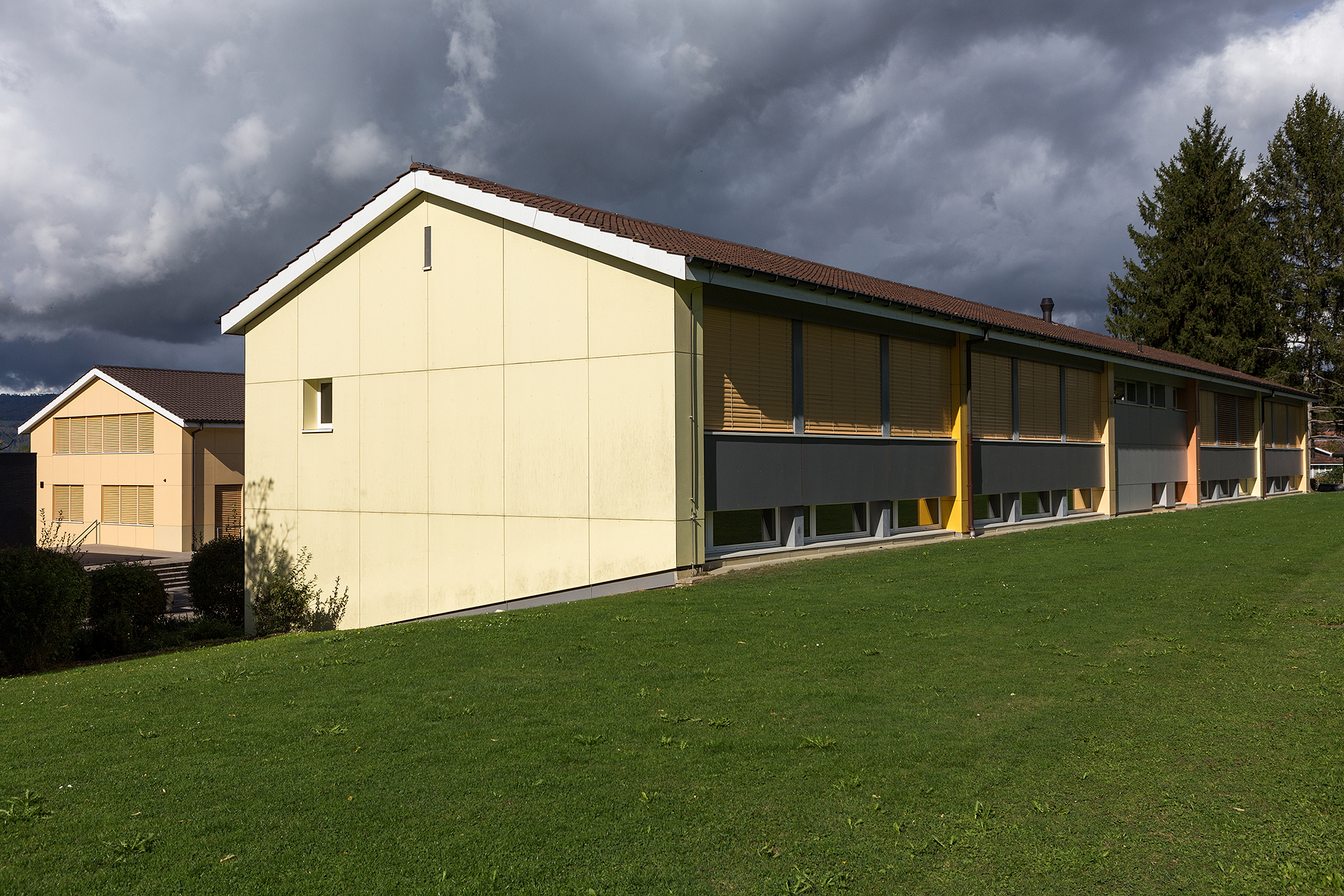
Schulhäuser
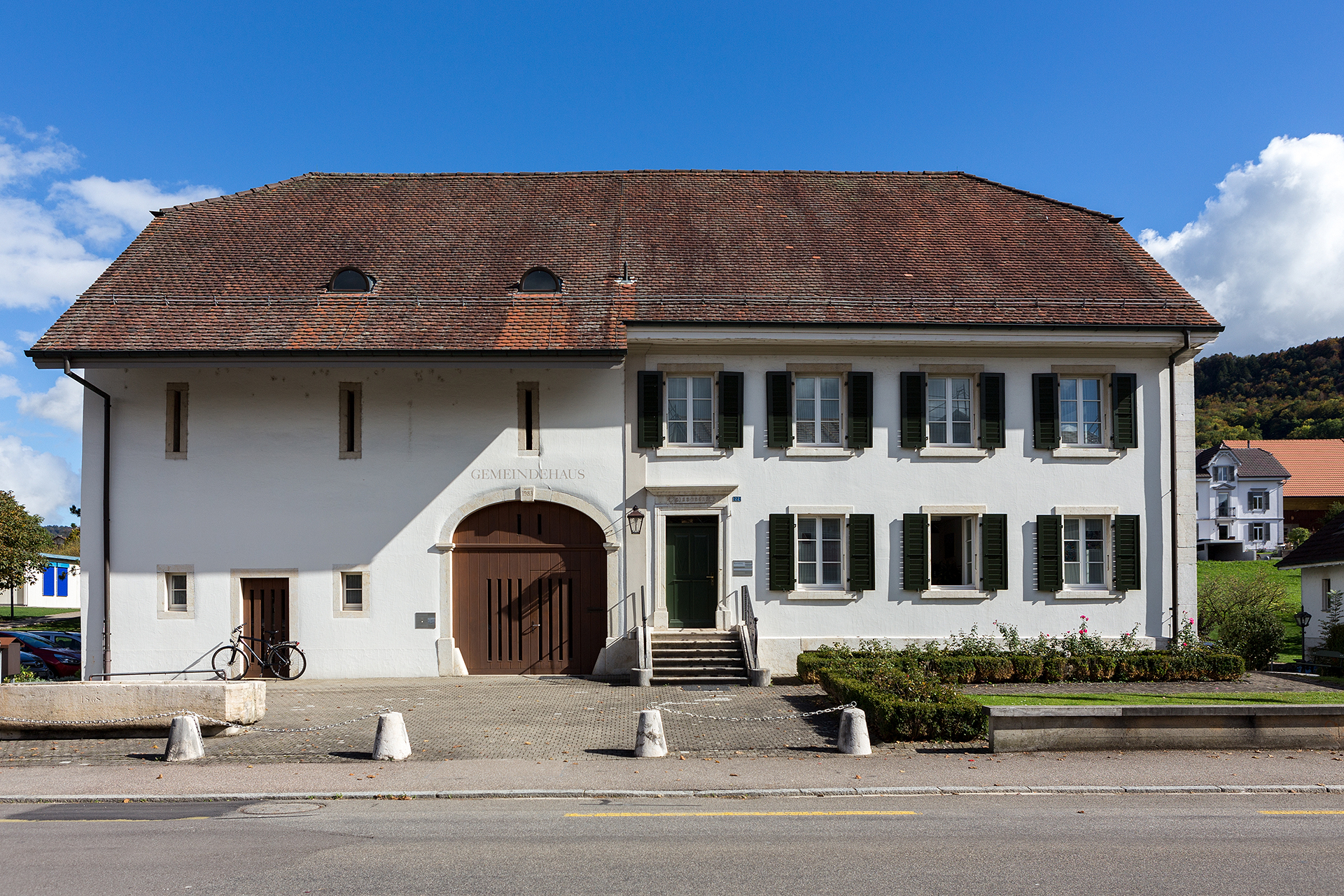
Gemeindehaus
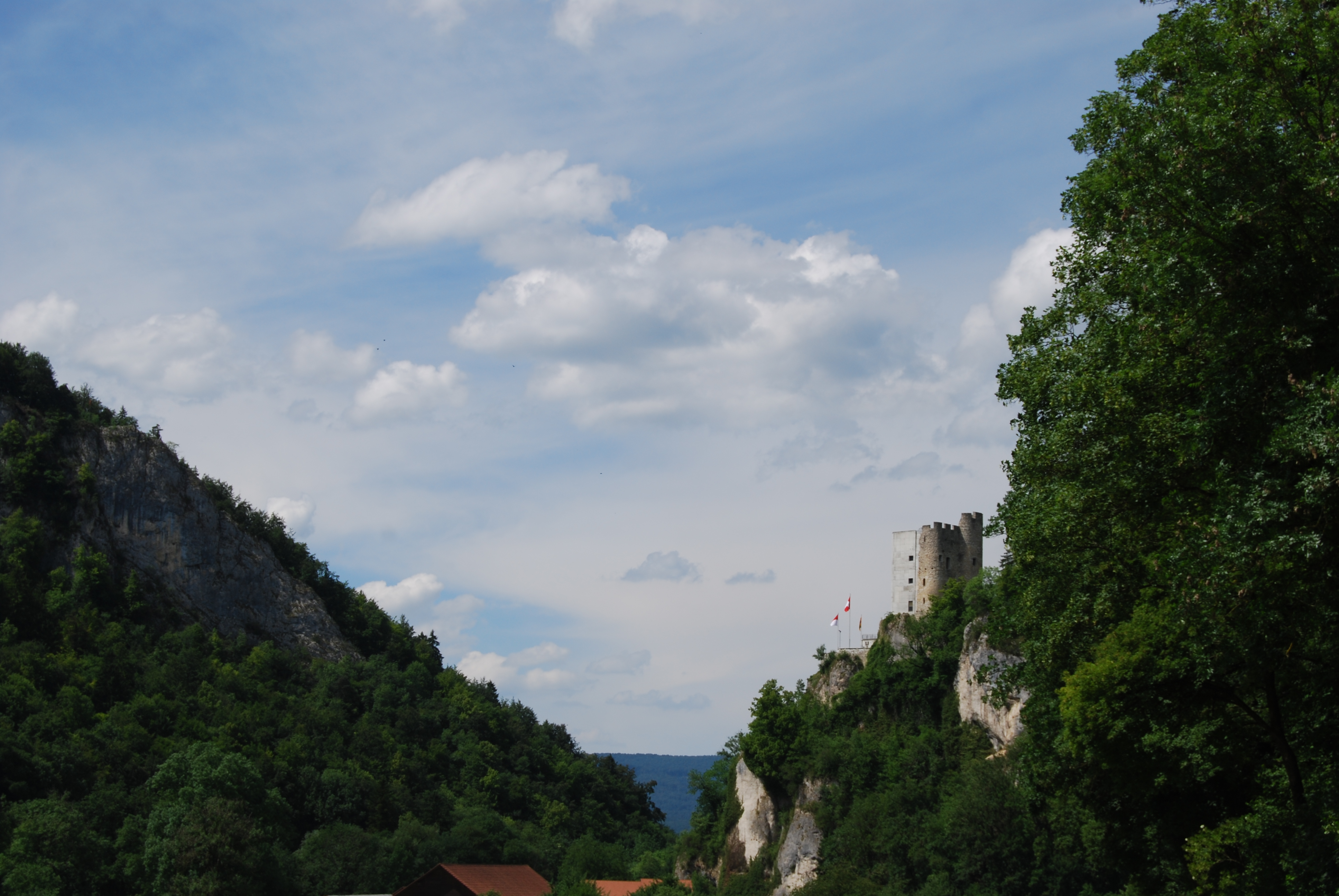
Burg Neu-Thierstein

## Wappen
Blasonierung
In Rot auf grünem Dreiberg gelbe Burg (Thierstein von Norden aus gesehen)

## Persönlichkeiten
- Urs Glutz von Blotzheim (1751–1816), Politiker und Offizier